# العلاقات الجزائرية القطرية
علاقة جمهورية الجزائرية الديمقراطية الشعبية ودولة قطر علاقة طويلة الأمد التي بدأت بعد إعلان استقلال قطر تقريباً في 1972. اعترفت الجزائر بقطر عام 1972 وسرعان ما أقامت علاقات دبلوماسية معها في عام 1973. إن البلدين لهما مصالح مشتركة وانخراط كبير في ما يحدث في الشرق الاوسط مثل الصراع الاسرائيلى الفلسطيني والاتفاق على حل الدولتين. قطعت الدولتان علاقاتهما مع إسرائيل في اعقاب أي اتصال مع الفلسطينيين وتتعاونان مع الفلسطينيين. قطر في تبرعات لحركة حماس، والجزائر في مقاطعة إجمالية لإسرائيل وحملة للفلسطينيين. وفي الربيع العربي، برزت العلاقات بين البلدين بشكل كبير بسبب مشاركة قطر في الحرب الأهلية في ليبيا ومختلف الحوادث الدبلوماسية. برزت العلاقات بين البلدين في عام 2013، وهو العام الذي انضمت فيه قطر إلى الولايات المتحدة في الحرب الأهلية في سوريا. وجاءت العلاقات بين البلدين تقريبا مرة متجددة نظرا لزيادة التبادل التجاري بين البلدين وانقطاع جزئي للمشاركة قطر في الحرب الأهلية في سوريا.

## اتفاقيات
وقعت اتفاقيات بين البلدين في مجالات الحرب على الإرهاب وجرائم المخدرات والاقتصاد والتعليم والثقافة. ووقعت الاتفاقات في عام 2014 وبعضها في عام 2016.